# Prijs van verdienste (dans)
De Prijs van verdienste is een prijs die jaarlijks wordt uitgereikt door de Stichting Dansersfonds '79. Het fonds werd in 1979 opgericht door het dansersechtpaar Alexandra Radius en Han Ebbelaar.
Aan de prijs is een geldbedrag verbonden. In 2013 bedroeg dit 2500 euro; in 2017 5000 euro.
Naast de 'prestigieuze' "Prijs van verdienste" kent het fonds ook een "Aanmoedigingsprijs" en een "Speciale prijs". De Dansersfondsprijzen zijn de langst bestaande Nederlandse dansprijzen. In de periode 1979–1990 werden alleen aanmoedigingsprijzen uitgereikt. De eigenlijke Prijs van verdienste bestaat sinds 1991.
De prijsuitreiking vindt plaats tijdens het Nederlands Balletgala, in aanwezigheid van koningin, later: prinses Beatrix. Het Balletgala is een belangrijke inkomstenbron voor het fonds.

## Laureaten
De Prijs van verdienste werd uitgereikt aan:
- 1991: Hans Minnaert en Joanne Zimmerman
- 1992: Arnold Goores en Karin Schnabel
- 1993: Sabine Kupferberg
- 1994: Gérard Lemaître en Désirée Rebel
- 1995: Anne Affourtit en Rachel Beaujean
- 1996: niet uitgereikt
- 1997: Caroline Iura
- 1998: Wim Broeckx
- 1999: Janine Dijkmeijer
- 2000: Coleen Davis en Jane Lord
- 2001: Arlette van Boven en Sonja Marchiolli
- 2002: Gaby Allard en Johan Inger
- 2003: Henk van Dijk en Sol León
- 2004: Nancy Euverink en Ton Simons
- 2005: Nathalie Caris, Nils Christe en Mea Venema
- 2006: Arthur Rosenfeld en Marc Jonkers
- 2007: Bonnie Doets en Nicolas Rapaic
- 2008: Shirley Esseboom en Massimo Molinari
- 2009: Pieter Hofman en het Internationaal Danstheater
- 2010: Larisa Lezjnina
- 2011: Mischa van Leeuwen
- 2012: Rinus Sprong en Thom Stuart van De Dutch Don't Dance Division (DDDDD) uit Den Haag[6]
- 2013: Ed Wubbe, artistiek leider van het Scapino Ballet[1]
- 2014: Ted Brandsen, artistiek leider en choreograaf van Het Nationale Ballet[7]
- 2015: Gerald Tibbs, artistiek leider van NDT 2, het juniorengezelschap van het Nederlands Dans Theater[8]
- 2016: Anu Viheriäranta, voormalig balletsoliste bij Het Nationale Ballet[3][9][10]
- 2017: Anna Tsygankova, balletsoliste bij Het Nationale Ballet[5][11]
- 2018: Vérine Bouwman, danseres bij Introdans[12][13]
- 2019: Igone de Jongh, scheidend eerste soliste bij Het Nationale Ballet[14] en Fred Berlips, dansdocent en voormalig eerste solist bij Het Nationale Ballet[15][16]
- 2020: Lydia Bustinduy, danseres bij het Nederlands Dans Theater[17][18]
- 2021: Krisztina de Châtel, Hongaars-Nederlands choreografe[19][20]
- 2022: Jozef Varga[21]
- 2023: Conny Janssen en duo Andrea Leine en Harijono Roebana

## Overige prijzen
Zie voor een lijst met laureaten van de Aanmoedigingsprijs, de Speciale prijs en overige prijzen de pagina Stichting Dansersfonds '79.